# Грошко Валерій Михайлович
Валерій Михайлович Грошко (нар. 18 травня 1953, с. Миньківці, Дунаєвецький район, Хмельницька область, Українська РСР, СРСР) — український поет, журналіст, громадський діяч.

## Життєпис
Валерій Михайлович Грошко народився 18 травня 1953 року у селі Миньківці Дунаєвецького району Хмельницької області Української РСР СРСР в сім'ї журналістів Михайла Львовича та Валентини Костянтинівни Грошків. Батько як журналіст об'їздив усю Хмельницьку область. Він часто розповідав Валерієві про побачене, а іноді спеціально возив його в цікаві і визначні місця (Кам'янець-Подільський, Сатанів, Смотрич, Зіньків).
1970 року Валерій із золотою медаллю закінчив середню школу № 3 у місті Красилів. 1977 року він закінчив факультет журналістики Львівського університету.
У 1968 році почав трудовий шлях у редакції Хмельницької обласної молодіжної газети «Прапор юності» (згодом перейменованої в «Корчагінець»). З 1977 року почав працювати в одеській обласній партійній газеті «Чорноморська Комуна». Опісля у цьому ж місті працював в газетах «Ах, Одеса!», «Одеські вісті», «Чорноморські новини».
Брав активну участь у громадсько-політичному житті Одеси. Один із засновників і перший голова товариства «Південна громада». Один із організаторів і очільників Одеської обласної організації Народного руху України. Делегат від Одеської області його перших двох з'їздів (1989, 1990). Один із фундаторів народного університету українознавства.
З 1999 року живе у Хмельницькому, є провідним співробітником обласної газети «Подільські вісті».

## Творчість
Автор двох поетичних збірок:
- «Поезії» (1993);
- «Наковальня радості і духу» (2010).

На початку поетичної діяльності Грошка письменник Олег Дрямін писав: 
|  | Валерій Грошко лише нещодавно закінчив факультет журналістики Львівського університету. І так вже вийшло, що перші кроки його в журналістиці збігаються з першими кроками в поезії, а все це разом визначає нелегкий період його творчого становлення. Але вже з'явилися перші публікації Валерія в обласній періодиці, вже чітко вимальовується розкиданий по газетних шпальтах цикл його віршів про Поділля — як би своєрідний літопис рідного краю поета, літопис, у якому історія пропущена через свідомість, через образне сприйняття людини XX століття. Поетична манера Валерія в найкращому сенсі цього слова традиційна для української поезії. Але, може, в цьому і складність його творчого завдання. Тому залишається побажати, щоб, розумно остерігаючись цієї традиційності, він водночас мав мужність не поспішати з наслідуванням поетичним модам і пошестям, а, оберігаючи дарований йому природою голос, шукав свої теми, формував свою образну систему. |